# Merosargus rotundatus
Merosargus rotundatus är en tvåvingeart som beskrevs av Charles Howard Curran 1932. Merosargus rotundatus ingår i släktet Merosargus och familjen vapenflugor. Inga underarter finns listade i Catalogue of Life.